# Animax
Animax (アニマックス Animakkusu) là một kênh truyền hình kỹ thuật số vệ tinh có trụ sở chính tại Tokyo, Nhật Bản với nội dung phát sóng chủ yếu là các chương trình anime Nhật Bản. Các đồng sáng lập và cổ đông bao gồm công ty Sony Pictures Entertainment và các xưởng phim hoạt hình như Sunrise, Toei Animation, TMS Entertainment và NAS.

Mức độ phủ sóng của Animax trên thế giới vào tháng 1 năm 2009.

Tên gọi Animax là sự kết hợp của từ anime (アニメ) và max (マックス makkusu) trong Tiếng Nhật. Kênh hiện có phiên bản tiếng Anh ở Đông Nam Á (ngoại trừ Brunei), Nam Á, Đông Á và Nam Phi. Gần đây nhất, công ty mẹ của Animax là Sony Pictures Entertainment đang lên kế hoạch tung ra các kênh lồng tiếng tiếng Anh ở các thị trường lớn như Anh, Úc, và Bắc Mỹ. 
Animax hiện đang được phát sóng trên toàn Nhật Bản và các khu vực khác như Đông Nam Á, Nam Á, Trung Đông, Mỹ La tinh,... Ở Châu Âu, kênh bắt đầu lên sóng trên toàn nước Đức, Romania, Hungary, Cộng hòa Séc trong năm 2007. Slovakia, Tây Ban Nha và Bồ Đào Nha trong năm 2008 và dự kiến sẽ sớm được chiếu ở các quốc gia khác như Nga, Ba Lan, Ý,... hay ở khu vực châu Phi. Animax là kênh 24 giờ đầu tiên và là kênh truyền hình lớn nhất trên thế giới dành riêng cho anime, với lượng người xem đạt trên 89 triệu hộ gia đình ở 66 quốc gia với hơn 19 ngôn ngữ.
Tại Việt Nam, Animax đã từng được phát sóng cùng các nước Đông Nam Á trong khoảng thời gian từ tháng 1 năm 2004 nhưng đến ngày 5 tháng 7 năm 2013 phải tạm dừng phát sóng do không đáp ứng được quyết định số 20/2011/QĐ-TTG về Quy chế quản lý hoạt động truyền hình trả tiền do Thủ tướng Chính phủ ban hành.
Kênh trước đây quản lý bởi Sony Pictures Entertainment. Vào ngày 7 tháng 1 năm 2020, KC Global Media đã mua lại Animax cùng với AXN, ONE và GEM. KC Global Media sẽ thay đổi nội dung anime của Animax.  
Vào ngày 1 tháng 4 năm 2020, Animax đã chính thức được phát sóng trở lại tại Việt Nam dưới sự phân phối của công ty Msky cho các nhà đài, dịch vụ truyền hình số và vệ tinh.
Có nhiều tin đồn cho rằng Animax sẽ ngừng hoạt động vào giữa tháng 6 năm 2024, gây ra hoang mang cho khán giả Châu Á, nhưng nó không xảy ra và bị KC Global Media bác bỏ. Tuy nhiên, nó đã ngừng phát sóng vào ngày 1 tháng 1 năm 2025. 

## Biểu trưng qua các thời kì

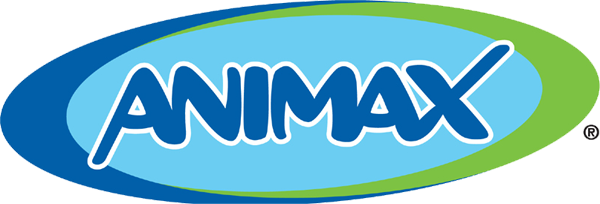
Logo Animax Asia từ năm 2003 – 2006
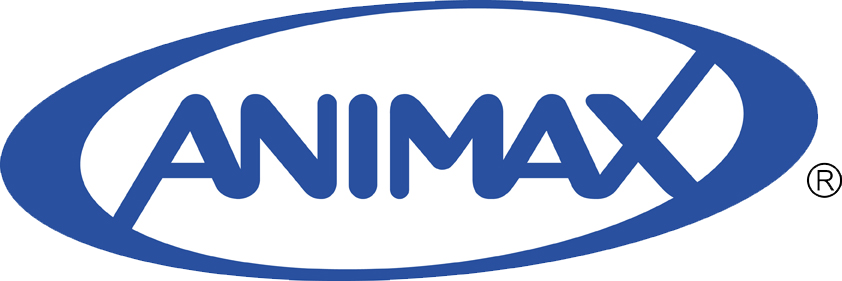
Logo Animax Asia từ năm 2006 – 2010
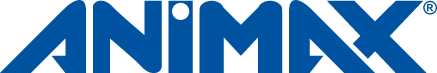
Logo Animax Asia từ năm 2010 – 2013
Logo Animax Asia từ năm 2013 – 2016
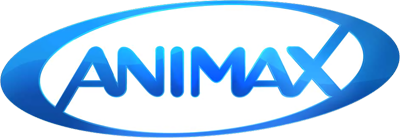
Logo Animax Asia từ năm 2016 – nay